# Georg Cleinow
Georg Cleinow (* 27. April 1873 in Dolhobyczów bei Lublin; † 20. Oktober 1936 in Berlin) war ein deutscher Publizist, Autor und Politiker. Cleinow war Mitbegründer deutscher Volksräte in Posen und Westpreußen sowie Vorsitzender der Vereinigten Volksräte der Provinzen Posen und Westpreußen.

## Leben
Georg Cleinow startete eine Offizierslaufbahn im preußischen Heer, welche er aber aufgeben musste. Er studierte dann Nationalökonomie und slawische Geschichte in Königsberg, Berlin, Paris und Genf. Von 1909 bis 1920 war er Herausgeber der Zeitschrift Die Grenzboten in der Provinz Posen sowie weiterer Zeitschriften.
Im Ersten Weltkrieg diente er als Chef der Presseverwaltung des Oberkommandos Ost in Łódź und als Pressechef im Generalgouvernement Warschau (1915–1918) in Warschau. In dieser Funktion war er maßgeblich an der Gründung und Herausgabe der Deutschen Lodzer Zeitung (1915–1918) sowie der Deutschen Warschauer Zeitung (1915–1918) als Amtsblätter der kaiserlich deutschen Behörden beteiligt.
Nach dem Krieg war er Gründer und Vorsitzender der deutschen Volksräte in Posen und Bromberg sowie Schriftleiter der von ihm in Bromberg herausgegeben Deutschen Nachrichten (1919–1923). Im November 1918 gründete er in Bromberg die Deutsche Vereinigung im Netzedistrikt, aus der im Laufe der Zeit die Deutsche Vereinigung für Posen und Pommerellen wurde.
Der Geheime Regierungsrat Georg Cleinow lehrte später als Dozent an der Deutschen Hochschule für Politik in Berlin und war Leiter des Eurasischen Seminars.

## Werke
- Lage der Hausindustrie in Tula (1904).
- Aus Rußlands Not und Hoffen (1906).
- I. I. Witte (1906 auf Russisch).
- Zukunft Polens. Bd. 1 (Wirtschaft) (1908); Bd. 2 (Politik) (1913).
- Probleme der Ukraine (1915).
- Die Polenfrage vor der Entscheidung (1918).
- Der große Jahrmarkt von Nishnij Nowgorod (1925) → Inhaltsverzeichnis.
- Das Recht der Ausländer in der U.d.S.S.R. (1926).
- Die deutsch-russischen Rechts- und Wirtschaftsverträge (1926).
- Neu-Sibirien (1928).
- Roter Imperialismus (1930).
- Die rote Wirtschaft (1932).
- Der Verlust der Ostmark (1934).
- Turkestan (postum 1942, überarbeitet und ergänzt von Reiner Olzscha).